# 蕭淑美
蕭 淑美（しゃお すーめい、1955年2月5日 - ）は、日本の元女優。本名及び旧姓は蕭淑美（しょう・よしみ）。別名にシャオ・スーメイ、丘 淑美（おか よしみ）がある。東京都出身。武蔵野美術短期大学生活デザイン科卒業。事務所は、オールスタッフ音楽出版を経て、天路プロダクションに所属していた。

## 略歴
台湾出身の父と日本人の母で国籍は台湾だった。のち日本国籍取得。

1972年、東京都立荻窪高等学校在学中に公募により羽仁進監督の映画『午前中の時間割り』の主役のひとりである山中玲子役で映画デビュー。翌年には、松竹製作、日本テレビ系列で放送された『おこれ!男だ』にヒロイン役に抜擢される。クレジットでは、蕭淑美（しゃお・すーめい）と表記されていた。
しばらく中国語名で活動していたが、TBSドラマ『家族あわせ (1974年のテレビドラマ)』に出演するにあたって丘 淑美（おか よしみ）に改名した。

1981年のTBS系列のテレビドラマ『ぼくらの時代』および村上春樹原作、大森一樹監督作品の『風の歌を聴け』では、再び、蕭淑美に戻して出演したのが、最後の出演作となっている。

## 出演作品

### 映画
- 羽仁進監督『午前中の時間割り』(羽仁プロ＝日本ATG 、1972年10月14日) - 山中玲子 役
- 篠田正浩監督『桜の森の満開の下』(芸苑社、東宝配給。1975年5月31日) - 六条の姫君 役
- 山根成之監督『港のヨーコ・ヨコハマ・ヨコスカ』(松竹、1975年9月20日) - ゴーゴーダンサー 役
- 斎藤耕一監督 『再会』（松竹＝NPプロ、1976年3月15日）- バーで会う女 役
- 大森一樹監督『風の歌を聴け』（日本ATG、1981年12月19日） - 鼠の女 役

### ドラマ
- おこれ!男だ（NTV・松竹、1973年3月25日 - 9月30日） - 夏代 役
- 青い山脈（フジテレビ系列、1974年4月1日 - 9月30日） - 白川貞子 役[注釈 2]
- 家族あわせ（TBS 1974年10月1日 - 1975年3月25日） - 渡部洋子 役[注釈 3]
- 男一人旅（NHK、1974年11月9日）水木洋子脚本・芸術祭参加作品 - 夢子 役
- ガラスの森（TBS、1975年10月3日 - 1976年2月27日） - レギュラー
- 俺たちの旅（NTV・東宝、1975年10月5日 - 1976年10月10日） - 野中順子 役
- ひまわりの道（NTV、1976年10月18日 - 1977年5月2日）  - 郁子 役
- 新・坊っちゃん 第3章「風に踊った悲しみが」（NHK、1975年12月1日） - しま、あやぎぬ 役（二役）
- 大江戸捜査網 第4シリーズ（東京12チャンネル）
  - 第173回（303回）「緊急指令！人質を救出せよ」（1977年8月27日）
- 熱愛 むらさき情話（YTV、1978年6月12日-1979年3月30日） - 真弓 役
- 明日の刑事（TBS、1977年10月5日 - 1979年10月10日）
- 特捜最前線（NET）　
  - 第163回 ああ三河島、幻の鯉のぼり（1980年5月21日） - 父を亡くした娘 役
  - 第177回 天才犯罪者、未決囚1004号！（1980年9月10日） - だまされる女 役
- 愛のホットライン（フジテレビ、1981年5月14日 - 9月24日）
- ぼくらの時代（TBS・木下プロ、1981年6月9日‐9月22日）[注釈 4] - 喫茶店のママ 役

### 教養・バラェティ
- くらしの歴史（小学校6年社会科）王朝の絵巻（NHK教育、1977年5月17日火曜日 11:40）[9] - 平安時代の貴族の長女 役
- 爆笑!!マイスタ（NTV、1981年3月30日 - 9月25日） - 月〜金 レポーター（3カ月）

### 舞台
- 蟹座と難破船　うえずみのる作　1978年 - 自殺未遂の女 役

### CMほか
- 大丸クリスマスポスター　1972年　撮影；篠山紀信
- カクタスジーンズ　1973年 - 1974年
- 三井ビル マンダリンパレスポスター　1974年
- 花王メリットシャンプー　1974年 - 1976年　[10]
- 『週刊少年マガジン』1973年4月29日号　大型プロマイド　写真:長友健二
- 『週刊現代』1975年6月5日号 表紙　撮影：秋山庄太郎
- 『小説新潮』1975年7月号 グラビア　撮影：一色一成
- 『週刊ポスト』1976年4月30日号 グラビア　撮影：長友健二
- 『週刊プレイボーイ』1978年5月30日号　グラビア　撮影：崎山健一郎
- 『週刊プレイボーイ』1981年6月23日号　グラビア「Love in the Aftemoon」